# Skrill
«Skrill» (до 2011 года — «Moneybookers») — электронная платёжная система, позволяющая отправлять и получать деньги, используя лишь адрес электронной почты. Основана 18 июня 2001 года в Лондоне.
Пользователи могут отправить деньги с кредитной или дебетовой карты и переводить деньги со счёта в банке в большинстве стран — членов Организации экономического сотрудничества и развития. Skrill почти бесплатен для участников с личными счетами (перевод между участниками стоит максимум 20 евро). Деловые счета доступны для квалифицированных претендентов и принимаемые платежи облагаются комиссией. Снятие денег со счета может быть произведено банковским чеком, на дебетовую или кредитную карту VISA или международным SWIFT-переводом во многие страны.
Как мера безопасности Skrill по умолчанию ограничивает максимальную сумму перевода со счёта пользователя. В отличие от многих конкурирующих систем услуг (передачи средств онлайн), Skrill требует проверки личности перед использованием сервиса; это минимизирует мошенничество и предотвращает отмывание денег. Дополнительные шаги проверки постепенно поднимают общую сумму переводов со счёта пользователя до эквивалента 50 тыс. евро в период 90 дней, а в дальнейшем, после дополнительной проверки, лимиты могут быть и вовсе отменены по просьбе пользователя системы. В качестве способов проверки используются входящий и исходящий банковский переводы, передача копии паспорта, копий счетов за коммунальные платежи с адресом и ФИО, тестовый платёж с карточки. Skrill обычно не участвует в финансовых спорах, и использование возвратных платежей по карточкам может быть ограничено.
Skrill — одна из нескольких схем оплаты, которую могут предлагать продавцы на eBay по принятой политике платежей eBay. Кроме того, платёжная система Skrill занимает лидирующие позиции в сфере платежей, связанных с онлайн-казино, букмекерскими компаниями и другими сервисами индустрии азартных игр в Интернете.  Некоторые казино даже дают бонусные деньги при использовании Skrill. Также эта платёжная система используется среди фрилансеров: фотографов, иллюстраторов, и, в частности, в сфере микростоковой фотографии.
В 2015 году было объявлено, что компания Optimal Payments Plc достигла соглашения о покупке платёжной системы Skrill. Ориентировочная стоимость сделки составила 1.1 млрд евро. Сделка была завершена в третьем квартале 2015 года.
С октября 2016 года пользователи Skrill получили возможность осуществлять операции вывода денежных средств с аккаунта системы на счёт в любом российском банке в российских рублях.
С 14 ноября 2016 года система Skrill перестала работать с банковскими счетами в долларах США по операциям ввода/вывода. При этом ввод/вывод долларов на карту VISA остался без изменений.
С 25 ноября 2016 года пластиковые карты Skrill Prepapaid MasterCard прекратили работу в странах вне зоны SEPA, среди которых оказались и все страны бывшего СССР за исключением Российской Федерации.
C 31 января 2018 года пополнение Skrill-аккаунта при помощи MasterCard стало недоступным для всех пользователей, но вывод средств на MasterCard остаётся.
C 1 мая 2020 года аннулируются все пластиковые карты Skrill Prepapaid MasterCard для пользователей из Российской Федерации.